# Güisnay
Güisnay (pl. Guisnayes), pleme američkih Indijanaca porodice Mataco-Macan, naseljeno u Argentini uz rijeku Pilcomayo. Sami sebe nazivaju Wichí, a svoj jezik wichí lhamtés. Populacija im iznosi 15.000 (1999). Güisnay i Noctén kolektivno se nazivaju Mataco i s Mataguayo plemenima pripadaju široj skupini Mataco-Mataguayo. 